# Wojciech Gieszczyński
Wojciech Gieszczyński (ur. 1937, zm. 10 sierpnia 2016 w Poznaniu) – polski sternik, trener i sędzia jachtowy.
Był członkiem Jacht Klubu Wielkopolski od 1960. Potem otrzymał godność członka honorowego tej organizacji. Mistrz Polski w klasie Słonka w 1966. Po zakończeniu kariery sportowej działacz żeglarski - Kapitan Sportowy i Kapitan Żeglarstwa Wyczynowego (1969-1981 i 1983), Wicekomandor ds. Sportu (1988-1990 i 1997-1998). Trener klas regatowych Cadet, 420 i 470. Pochowany na cmentarzu kierskim (przykościelnym).